# ジェイド・ニコル
ジェイド・ニコル（Jayde Nicole、1986年2月19日 - ）は、カナダのモデル。PLAYBOY誌2007年1月号のプレイメイト、同誌2008年6月号にてプレイメイト・オブ・ザ・イヤーに選ばれた。カナダ人のプレイメイト・オブ・ザ・イヤーは26年ぶり、ドロシー・ストラットン、シャノン・トゥイードに次いで3人目であった。

## 生い立ち
6歳からカタログやファッションショーのモデルを始める。翌年、家族と共にスカーバローからポートペリーに転居。11歳を過ぎた時「子供として仕事を続けるには、あまりに成熟してしまった。」と自覚し、しばらくモデルの仕事を中断した。
15歳の時、トロントのモデル事務所がエア・カナダ・センターの外でコンサート帰りのニコルをスカウトし、モデルの世界に復帰する機会を得た。その後、多数の出版物・ファッションショーに出演、ポートペリーに拠点を置く自身のエージェンシー「ア・タッチ・オブ・クラス」を設立した。
トロントのジョージ・ブラウン・カレッジ（GBC）でホテルマネージメントを学んでいたが、モデルの仕事を続けるため中退した。 彼女の母親はPLAYBOY創刊号をニコルに見せ、同誌のモデルになってみないかと提案した。

## 成人後の職歴
PLAYBOY2007年1月号のプレイメイト・オブ・ザ・マンス、次いで2008年のプレイメイト・オブ・ザ・イヤーとなる。
ニコルは恥骨の上部にblackmoorフォントで「Respect」と書かれたタトゥーを施している。この位置はモデルとしての仕事を考慮してのもので、ヌードで無い仕事の時はタトゥーを気にする事無くモデルを続ける事が出来る。
2008年10月、面白動画サイト「Funny or Die」で大統領選のパロディー動画に出演、同じプレイメイト仲間であるジョー・ガルシア、グレース・キム、クリスティン・スミスと熱い討論を繰り広げた。この場面は2008年10月7日テネシー州ナッシュビルのベルモント大学で行われた第2回大統領候補討論会からとられており、あたかもプレイメイトたちが民主党指名候補バラク・オバマ、共和党指名候補ジョン・マケイン両上院議員に質問を浴びせているかのようにデジタル加工が施されている。
2009年、イタリアの喜劇映画『Un'estate ai Caraibi』で映画女優としてデビュー。同年10月、FOXスポーツのポーカー番組『PokerStars Million Dollar Challenge』に出演。
ギター・ワールド・マガジン、マクシム、FGマガジン、ELLE、ティーン・ヴォーグ、コスモガール、ベガスマガジンなど、多くの雑誌の表紙や本文記事を飾った。

## リアリティ番組
ブロディ・ジェンナーと交際していたため、MTVのリアリティ番組『The Hills』シーズン5に何度か出演し、ジェンナーを巡ってクリスティン・カヴァラーリ、オードリナ・パートリッジと衝突した。
ジェンナーとの関係が終わった後、E!のパイロット版『The Girls Next Door: The Bunny House』に数人のプレイメイトと共に出演。 また同じPLAYBOY出身のホリー・マディソンのリアリティ番組『Holly's World』シーズン2の数本のエピソードに出演している。

## 私生活
ニコルは「Lengths for Love」と呼ばれる、小児患者が必要としているかつらを製作する為の髪の毛を募る「Locks of Love」と類似した慈善活動を始めた。菜食主義を勧めるPETAのためにレタスのビキニ姿となった。
前述のブロディ・ジェンナーとは2009年12月17日まで１年間交際していた。